# Eladio Carrión
Eladio Carrión (castellà: Eladio Carrión Morales)  (Kansas City, 14 de novembre de 1994), cantant i influenciador. Al principi es va moure més en el gènere urbà, més tard va incloure els gèneres: trap, rap, Reggaeton i hip-hop. Es va fer conegut per penjar vídeos humorístics a les seves xarxes socials.
Va néixer i va tenir la seva infància en una família de classe mitjana. De petit va haver de mudar-se a diversos llocs com Kansas, Baltimore i Alaska, perquè el seu pare era militar. Quan ell tenia onze anys, va anar a viure a Puerto Rico, però al principi no se sentia còmode i es va fer dificultosa l'estança.
Va fer natació i després d'uns anys dedicant-s'hi ho va deixar i es va decantar més per l'àmbit humorístic. Va començar a pujar el seu contingut a Instagram i Vine, on es va fer viral un seguit de vegades amb videos de cançons, va convertir-se en un gran influenciador a l'illa. Va començar a interessar-se per la música, va realitzar composicions pròpies, alhora que el seu talent en projectes musicals d'altres artistes de Reggaeton.

## Carrera musical
El primer treball d'Eladio Carrión fou ‘2x2', col·laboració amb ‘Flowsito'. Posteriorment participà amb ‘Rawenz' en el seu senzill ‘No quiero más amigos'.
L'any següent va aparèixer en el tema ‘Súbelo' dels artistes ‘Neo Pistéa y Jon Z,' amb els quals va cridar l'atenció a l'illa. Grans discogràfiques es van fixar en ell.
A finals de 2016 Eladio es va unir a ‘Chris Müller' pel que va ser el nou senzill ‘Si te vas, vete', en aquella cançó va tornar a col·laborar amb ‘Rawenz'.
2017, un any on Eladio Carrión va decidir realitzar el seu debut amb el llançament del tema ‘Me enamoré de una Yal' amb els cantants ‘Ele a el dominio' i ‘Ñengo Flow', segellat per la discogràfica Los de la Nazza. Va ser una cançó bandera a les discoteques de Puerto Rico i a la ràdio. També va ser un èxit en les plataformes SoundCloud i Spotify.
Va seguir amb les col·laboracions, participant amb més artistes i publicant noves cançons que van agradar a l'audiència.
El gener de 2019 va participar en la cançó ‘No styling' d'Andre the Giant, en el mateix mes el cantant es va embarcar en el projecte Oken corresponent amb la cançó ‘Dice que no' col·laborant així, amb ‘Rauw Alejandro i Darwel'.
El febrer va estrenar a ‘Mi error' seguidament de ‘Periódico de ayer' ‘Ñejo'. Uns quants temes i col·laboracions després al mes de juliol va sortir ‘Animal' que es va convertir en un èxit que s'apunta a la trajectòria artística d'Eladio Carrión.

## Col·laboracions
La cançó ‘Kemba Walker' en col·laboració amb Bad Bunny, és un tema que va sortir l'any 2020, pertany a l'àlbum Sauce Boyz. Ha guanyat el premi Grammy Llatí a la Millor Cançó de Rap / Hip-hop. Està disponible a Spotify, YouTube Music, Deezer…  És una cançó que ha agradat molt, a Youtube te 77M visualitzacions i 688 m'agrada.
Bizarrap és un productor de música, amb vint-i-dos anys ha fet col·laboracions amb diversos artistes, entre ells Eladio Carrión. La seva sessió ha sigut el tema #40. El tràiler d'aquest va arribar als dos milions de reproduccions en menys de 24 hores. Avui dia té 79 milions de visualitzacions i 1.8 milions de m'agrada. És una cançó que ha tingut moltes reaccions i són bastant bones, molts pensen que és la millor, o de les millors col·laboracions que ha fet el productor. Ibai Llanos ha fet un vídeo donant l'opinió sobre el seu top 5 sessions de Bizarrap, en el que el d'Eladio Carrion quedava primer.
‘Rimas Music' (fundador: Noah Kamil Assad Byrne), té l'oficina central a l'illa de Puerto Rico, va ser fundada l'any 2014. És la discogràfica en la que està Eladio Carrión, però no només ell, també hi apareixen altres artistes com Bad Bunny, Mora, Arcangel, Cazzu… Entre d'altres.

## Popularitat
L'àlbum ‘Monarca' va ser nominat al millor àlbum urbà contra l'àlbum, de l'abans esmentat, Bad Bunny El Último Tour Del Mundo. En estar nominat en contra dels seus companys i amics ‘Ozuna i Bad Bunny' Va dir Me siento muy confiado. Amo a mis chicos hasta la muerte, pero... me siento muy confiado. Sé que Monarca es un álbum especial, especialmente un álbum urbano especial.
Carrión compta amb 8 milions de reproduccions a la plataforma ‘Spotify' al mes i més de 2 milions de persones segueixen el seu contingut a les xarxes socials.